# Urocotyledon weileri
Urocotyledon weileri là một loài thằn lằn trong họ Gekkonidae. Loài này được Müller mô tả khoa học đầu tiên năm 1909.